# Louis Théodore Gouvy
Louis Théodore Gouvy (Goffontaine, cerca de Saarbrücken, Sarre, 3 de julio de 1819-Leipzig, 21 de abril de 1898) fue un compositor francoalemán.

## Biografía
Nació en el seno de una familia francófona en el Sarre, una región en la frontera francoprusiana (hoy Schafbrücke, Alemania). Sus antepasados procedían originariamente de Bélgica, pero su bisabuelo Pierre-Joseph se había establecido en el Sarre y fundó una herrería en 1751 al este de Saarbrücken, a la que dio el nombre de "Goffontaine" en memoria de su pueblo belga natal (Gouvy es también una aldea de Bélgica, cerca de la frontera con Luxemburgo). Dado que esta región cayó en poder de Prusia poco después de su nacimiento, Théodore Gouvy no pudo obtener la nacionalidad francesa hasta los 32 años. Empezó a tomar lecciones de piano con un tutor particular a los ocho años y fue educado en Francia —en Sarreguemines, luego en Metz—, desarrollando un gran interés por la cultura clásica griega y los idiomas modernos —no solo el alemán, que hablaba con fluidez, sino también inglés e italiano—. En 1837 marchó a París para estudiar leyes y continuó sus lecciones de piano con Billiard, discípulo del pianista y compositor Henri Herz (1803-1888) y entabló amistad con Adolphe Adam. Esto lo llevó a seguir estudios musicales en París (teoría con Antoine Ewart y piano con Pierre Zimmermann) y Berlín (donde publicó sus primeras obras y estudió con Carl Friedrich Rungenhagen); pasó un año en Italia (1844-45). Al no poder ingresar en el Conservatorio de París por no tener nacionalidad francesa, estudió de forma particular.
Gouvy fue un hombre con dos culturas, dividido entre Francia y Alemania, de donde sacó su inspiración, sus características y su fuerza. Si bien fue conocido y reconocido hasta cierto punto mientras vivió, cayó en la oscuridad tras su muerte. Gouvy, inclinado hacia la música instrumental pura en oposición a la ópera, se planteó la poco envidiable tarea de convertirse en un sinfonista francés. Era poco envidiable porque los franceses, y en especial los parisinos, a lo largo de la mayor parte del siglo XIX vivían una locura por la ópera y no estaban particularmente interesados en la música instrumental pura. Fue este desprecio por la música instrumental en general lo que llevó a Gouvy a vivir el último tercio de su vida casi siempre en Alemania (entre Leipzig y Berlín), donde era mucho más apreciado.
A lo largo de su vida sus composiciones, y en especial su música de cámara, fueron muy estimadas e interpretadas con frecuencia en aquellos países (Alemania, Austria, Inglaterra, Escandinavia y Rusia) donde interesaba este tipo de música. Pero en Francia nunca consiguió un verdadero éxito; su Primera Sinfonía, por ejemplo, fue interpretada en 1846 por una orquesta de aficionados y en años posteriores él mismo sufragó los gastos de algunas de estas interpretaciones.
Se reconocía universalmente a Gouvy por ser un maestro de la forma y por su hábil sentido del timbre instrumental. Mendelssohn y Schumann fueron sus modelos y su música se desarrolló en las líneas que se podían haber esperado de esos músicos si hubiesen vivido más. Casi todas sus obras muestran que era un melodista dotado.
Músicos de primera fila como Johannes Brahms, Carl Reinecke o Joseph Joachim, que conocieron la música de Gouvy, la tuvieron en gran estima.Hector Berlioz escribió en el Journal des débats el 13 de abril de 1851: "El que un músico de la importancia de M. Gouvy aún no sea muy conocido en París y que tantos moscardones molesten al público con sus obstinados zumbidos es suficiente para confundir e inflamar los espíritus ingenuos que aún creen en la razón y en la justicia de nuestros modales musicales".

Las críticas favorables de Berlioz tuvieron poco efecto y la música de Gouvy siguió olvidada hasta el final del siglo XX. En 1994 se recuperó su Réquiem, con su vigoroso Dies irae, por la Orquesta Filarmónica de Lorena bajo la dirección de Jacques Houtmann (que grabó un CD con la obra, publicado por el sello K617). Estilísticamente, la composición debe algo a Mendelssohn, algo a Gounod y algo a Verdi, pero sigue siendo discretamente original a pesar de estas influencias.

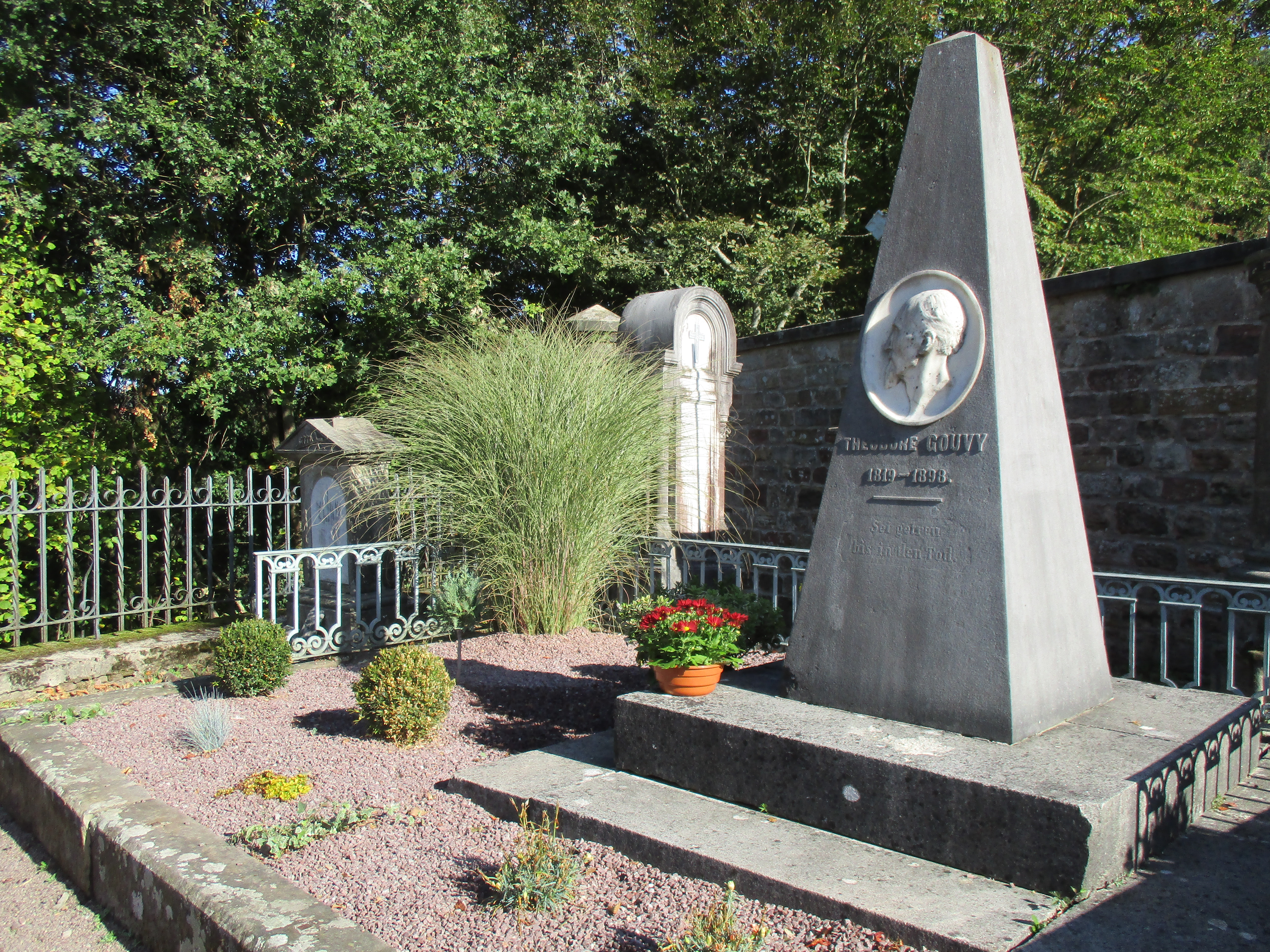
Tumba de Théodore Gouvy en Hombourg-Haut, Francia.

Murió en Leipzig el 21 de abril de 1898. Está enterrado en Hombourg-Haut, en Francia.

## Obra
Aunque su obra comprende más de doscientas composiciones, entre ellas 90 con número de opus publicadas durante su vida, en gran medida permanece olvidada. En particular, escribió veinticuatro composiciones para gran orquesta, entre ellas nueve sinfonías, así como oberturas y variaciones. La música de cámara abarca una gran porción de la obra de Gouvy y cuenta en particular con cuatro sonatas en forma de dúo, cinco tríos, once cuartetos, siete quintetos, un enorme repertorio para el piano -para dos y cuatro manos- y para dos pianos, varias partituras para conjuntos de instrumentos de viento así como muchas mélodies y lieder. También conocemos cinco grandes cantatas dramáticas (Aslega, Œdipe à Colone, Iphigénie en Tauride, Électre y Polyxène), dos óperas (Der Cid y Mateo Falcone) así como algunas grandes obras religiosas, entre ellas un Réquiem, un Stabat Mater y la cantata Golgotha.
François-Joseph Fétis y Arthur Pougin recopilaron una lista de sus obras. Gran parte de sus composiciones no se publicaron durante su vida. Esta es ahora la principal ocupación del Instituto Théodore Gouvy.

### Orquesta
- Sinfonía n.º 1 en mi♭ mayor, Op. 9 (1845)[4][5]
- Serenata para cuerda, Op.11
- Sinfonía n.º 2 en fa mayor, Op. 12 (1848)[4][5][6]
- Le Giaour, obertura, Op.14 (c. 1858)
- Sinfonía n.º 3 en do mayor, Op. 20 (1850) (estrenada en 1854 en Leipzig)[7][8]
- Sinfonía n.º 4 en re menor, Op. 25 (1855) (entrenada en 1856 en Gürzenich)[4][5][9][10]
- Sinfonía n.º 5 en si♭ mayor, Op. 30 (publ. 1868)[7]
- Symphonie brève; variations et rondo pour orchestre en sol menor, Op. 58 (¿1855?)[5][11]
- Jeanne d'Arc (obertura de concierto) (c. 1858)
- Fantaisie symphonique en sol menor, Op. 69 (1879)[5][6]
- Sinfonietta en re mayor, Op. 80 (c. 1886)[3][5][12]
- Sinfonía n.º 6 en sol menor, Op. 87 (1889-1892)[5][13]
- Symphonische Paraphrasen Op. 89 (c. 1898)[6]
- Le Festival, obertura
- 4 piezas para orquesta de cuerda
- Danza sueca (tirée de l'Otteto), Op. 71
- Marcha trágica para órgano y orquesta
- Variaciones para orquesta sobre un tema escandinavo
- Fantasie Pastorale para violín y orquesta
- Hymne et marche triomphale

### Música de cámara
- Trío para piano n.º 1 Op. 8 (1844)
- Trío para piano n.º 2 en la menor Op. 18 (1847)
- Cuarteto de cuerda en mi menor (1848)
- Cuarteto de cuerda en re mayor (1848)
- Cuarteto de cuerda en la menor (1848)
- Cuarteto de cuerda en si mayor (1855)
- Trío para piano n.º 3 en si mayor Op. 19 (1855)
- Cuarteto de cuerda n.º 1 en si♭ mayor Op. 16 n.º 1 (1857)
- Cuarteto de cuerda n.º 2 Op. 16 n.º 2 (1857)
- Trío para piano n.º 4 Op. 22 (1858)
- Decameron, diez piezas para violonchelo y piano Op. 28 (1860)
- Trío para piano n.º 5 Op. 33 (1860)
- Quinteto para piano y cuerda en la mayor Op. 24 (c.1850)[14]
- Serenade (Cuarteto para piano) Op. 31 (1865)
- Cinco dúos para violín y piano Op. 34
- Seis dúos para violín y piano, Op . 50
- Quinteto de cuerda en mi menor (1869)
- Quinteto de cuerda n.º 1 en sol mayor Op. 55 (1870)
- Quinteto de cuerda en si menor (1871)
- Quinteto de cuerda en si♭ mayor (1872)
- Cuarteto de cuerda n.º 3 Op. 56 n.º 1 (1872)
- Cuarteto de cuerda n.º 4 Op. 56 n.º 2 (1873)
- Sonata para violín y piano en sol menor Op. 61 (1873)
- Quinteto de cuerda en re menor (1873) (primera versión)
- Seis dúos para violonchelo y piano (1872-1876)
- Cuarteto de cuerda n.º 5 Op. 68 (1874)
- Sonata para clarinete y piano en sol mayor Op. 67 (1875)
- Impromptu para violonchelo y cuarteto (1878)
- Quinteto de cuerda en re menor, 2.ª versión (1879)
- Octeto n.º 1 para instrumentos de viento Op. 71 (1879)
- Serenata para flauta, cuarteto de cuerda y contrabajo n.º 1 en sol mayor Op. 82 (1888)
- Serenata para flauta, cuarteto de cuerda y contrabajo n.º 2 en fa mayor (1889)
- Serenata para flauta, cuarteto de cuerda y contrabajo en re menor Op. post. (1891)
- Quinteto de cuerda en la menor (1880)
- Le Nonetto (1883)
- Octeto n.º 2 en sol menor (1884)
- Sérénade vénitienne para viola y piano en mi menor (1875)
- Cuarteto de cuerda en sol menor (1886)
- Septeto inédito dedicado a Paul Taffanel (1887)
- Cuarteto de cuerda en sol mayor (reconstrucción：Pierre Thilloy) (1888)
- Introduction et polonaise para flauta y piano (1890)
- Suite Gauloise para flauta, dos oboes, dos clarinetes, dos trompas y dos fagotes Op. 90 (c. 1898)

### Piano
- Dos estudios Op. 1 (1842)
- 20 Sérénades (1855)
- Divertissement para 2 pianos Op. 78
- Sonata para piano Op. 29
- Sonata para piano a cuatro manos en re menor Op. 36
- Sonata para piano a cuatro manos en re menor Op. 49 (1869)
- Sonata para piano a cuatro manos en fa mayor Op. 51 (1869)
- Valses de fantaisie, para piano a cuatro manos (1869)
- Variaciones sobre un tema francés para piano a cuatro manos Op. 57
- Six Morceaux para piano a cuatro manos Op. 59
- Scherzo para dos pianos Op. 60
- Lilli Bulléro, para dos pianos Op. 62
- Marcha para dos pianos Op. 63
- Sonata para dos pianos en re menor Op. 66
- Fantasía en sol menor para piano a cuatro manos Op. 69 (1879)
- Scherzo y Aubade para piano a cuatro manos Op. 77
- Divertissement para dos pianos Op. 78
- Ghribizzi Op. 83

### Obras corales
- Doce obras corales para voces masculinas Op. 23 (1860)
- Tres obras corales para voces masculinas y piano ad. lib. sobre textos de J. J. Rousseau (c. 1865)
- Réquiem Op. 70 (c. 1880)
- Stabat Mater Op. 65 (1879)
- La Religieuse, para soprano y orquesta (¿1876?)
- Asléga (1876)
- Le Calvaire (1877)
- Missa Brevis Op. 72 (¿1883?)
- Primavera (Frühlings Erwachen) Op. 73 (c. 1882)
- Oedipus in Colonna Op. 75 (1880)
- Iphigénie en Tauride Op. 76 (1885)
- Elektra, escena dramática Op. 85 (c. 1890)
- Egille Op. 86 (c. 1890)
- Polyxéne Op. 88 (c. 1896)
- Fortunato (1896)
- Golgotha
- Le dernier Hymne d'Ossian, para barítono y orquesta (1850)
- Didon

### Ópera
- Der Cid (1863) con libreto (en alemán) de M. Hartmann, según Corneille
- Mateo Falcone

### Canciones
- Gondoliera Op. 2 (1842)
- Seis canciones sobre textos de Moritz Hartmann Op. 21 (1857)
- 20 poemas alemanes Op. 26
- 40 Poèmes de Ronsard Op. 37, Op. 41, Op. 42, Op. 44 (1876)
- 18 canciones y sonetos de Desportes Op. 45 (1876)
- La pléiade francaise, doce canciones sobre textos de poetas del siglo XVI Op. 48 (1876)
- Que dites-vous, que faites-vous, mignonne? (1866)
- Regrets (1866)

## Distinciones
- Miembro de la Academia de Bellas Artes de Francia (1894, a la muerte de Anton Rubinstein)
- Miembro de la Academia Real Prusiana de Berlín (1895).
- Chevalier (Caballero) de la Legión de Honor en 1896.